# Giorgio Chinaglia
Giorgio Chinaglia (Carrara, 24 de janeiro de 1947 - Naples, 1 de abril de 2012) foi um futebolista italiano. Foi o maior artilheiro da história da lendária equipe estadunidense New York Cosmos.

## Biografia

### Origens: País de Gales
Apesar de nascido na Itália, passou sua infância e adolescência no País de Gales (o que lhe deu um perfeito domínio da língua inglesa) e lá iniciou sua carreira futebolística no Swansea Town.

### A volta para a Itália
Em 1966, retorna para a Itália onde joga pelos pequenos Massesse e Internapoli. Em 1969, é contratado pela equipe da Lazio. Na Lazio, conquista o Campeonato Italiano da temporada 1973-1974 (o primeiro da história do clube) sendo o artilheiro da competição com 27 gols e é convocado para a Seleção da Itália para jogar a Copa do Mundo de 1974.

### New York Cosmos
Em 1976, Chinaglia é contratado pela equipe que o tornaria famoso no mundo inteiro: o New York Cosmos, dos EUA. Lá conquista os campeonatos de 1977, 1978, 1980 e 1982, além de três Trans-Atlantic Cup em 1980, 1983 e 1984. No Cosmos é um verdadeiro ídolo. Não tão famoso e lembrado quanto Pelé, mas deixou sua marca.

### O fim do Cosmos e os dias subsequentes
Após o fim do New York Cosmos em 1984, Chinaglia comprou a equipe e a transformou em um time de showbol que durou pouco tempo. Depois, vendeu a equipe para o seu ex-sócio Giuseppe “Peppe” Pinton. Entre 1983 e 1985 foi presidente da Lazio. Trabalhou como comentarista de futebol tendo, inclusive, comentado a Copa do Mundo de 2006. Voltou para o Cosmos e trabalhou como embaixador internacional da equipe.

### Morte
Chinaglia morreu em 1º de abril de 2012 devido a problemas cardíacos. O New York Cosmos homenageou seu velho ídolo em seu site oficial. A Lazio também lamentou a morte de seu ex-jogador e presidente.

## Títulos
Lazio
- Campeonato Italiano: 1973-1974

 New York Cosmos
- Campeonato Estadunidense - NASL: 1977, 1978, 1980, 1982
- Trans-Atlantic Cup: 1980, 1983, 1984

## Artilharia
Lazio
- Campeonato Italiano: 1973-1974 (27 gols)

 New York Cosmos
- Campeonato Estadunidense - NASL: 1976 (21 gols), 1978 (35 gols) , 1980 (33 gols), 1981 (29 gols), 1982 (20 gols)